# パフォーマンス・アンド・カクテルズ
『パフォーマンス・アンド・カクテルズ』(Performance and Cocktails)は、ウェールズのロック・バンド、ステレオフォニックスが1999年に発表した2作目のスタジオ・アルバム。

## 解説
ジャケットの写真はスカーレット・ペイジが撮影した。
本作は1999年3月20日付の全英アルバムチャートで初登場1位となり、当時ロング・ヒットしていたザ・コアーズのアルバム『トーク・オン・コーナーズ』を1位から蹴落としている。その後も売り上げを伸ばし、合計28週トップ10入りする大ヒットを記録した。
本作に先行して1998年にリリースされたシングル「ザ・バーテンダー・アンド・ザ・スィーフ」は全英シングルチャートで3位に達し、ステレオフォニックス初の全英トップ10シングルとなった。その後、「ジャスト・ルッキング」（全英4位）、「ピック・ア・パート・ザッツ・ニュー」（全英4位、）「アイ・ウドゥント・ビリーヴ・ユア・レディオ」（全英11位）、「ハリー・アップ・アンド・ウェイト」（全英11位）もシングル・ヒットした。
日本盤にはライブ音源3曲がボーナス・トラックとして収録され、また、日本初回盤は「ザ・バーテンダー・アンド・ザ・スィーフ」のミュージック・ビデオが収録されたCD EXTRA仕様で発売された。

## 収録曲
全曲とも作詞はケリー・ジョーンズ、作曲はメンバー3人による。
1. ロール・アップ・アンド・シャイン "Roll Up and Shine" – 3:57
2. ザ・バーテンダー・アンド・ザ・スィーフ "The Bartender and the Thief" – 2:54
3. ハリー・アップ・アンド・ウェイト "Hurry Up and Wait" – 4:40
4. ピック・ア・パート・ザッツ・ニュー "Pick a Part That's New" – 3:33
5. ジャスト・ルッキング "Just Looking" – 4:13
6. ハーフ・ザ・ライズ・ユー・テル・エイント・トゥルー "Half the Lies You Tell Ain't True" – 2:55
7. アイ・ウドゥント・ビリーヴ・ユア・レディオ "I Wouldn't Believe Your Radio" – 3:50
8. Tシャツ・サンタン "T-Shirt Sun Tan" – 4:04
9. イズ・イエスタデイ・トゥモロウ・トゥデイ? "Is Yesterday Tomorrow Today?" – 4:02
10. ア・ミニット・ロンガー "A Minute Longer" – 3:46
11. シー・テイクス・ハー・クロウズ・オフ "She Takes Her Clothes Off" – 3:56
12. プラスティック・カリフォルニア "Plastic California" – 4:30
13. アイ・ストップト・トゥ・フィル・マイ・カー・アップ "I Stopped to Fill My Car Up" – 4:27

### 日本盤ボーナス・トラック
1. チェック・マイ・アイリッズ・フォー・ホールズ（ライブ・アット・カーディフ・キャッスル） "Check My Eyelids for Holes (Live at Cardiff Castle)" – 2:39
2. ザ・バーテンダー・アンド・ザ・スィーフ（ライブ・アット・カーディフ・キャッスル） "The Bartender and the Thief (Live at Cardiff Castle)" – 3:15
3. Tシャツ・サンタン（ライブ・アット・カーディフ・キャッスル） "T-Shirt Sun Tan (Live at Cardiff Castle)" – 4:06

## 他メディアでの使用例
「ピック・ア・パート・ザッツ・ニュー」はアメリカ映画『愛ここにありて』（2000年公開）及びアメリカ映画『サベイランス -監視-』（2001年公開）のサウンドトラックで使用された。

## 参加ミュージシャン
- ケリー・ジョーンズ - ボーカル、ギター
- リチャード・ジョーンズ - ベース
- スチュアート・ケーブル - ドラムス

アディショナル・ミュージシャン
- マーシャル・バード - ハモンドオルガン、エレクトリックピアノ、ピアノ、メロトロン
- アストリッド - バッキング・ボーカル(#13)